# Milorad Arsenijević
Milorad Arsenijević (en serbi: Милорад Арсенијевић; 6 de juny de 1906 - 18 de març de 1987) fou un futbolista serbi de la dècada de 1930.
Fou jugador de FK Mačva Šabac i BSK Beograd.
Fou internacional amb Iugoslàvia en 52 ocasions i participà en el Mundial de 1930.
Fou entrenador de la selecció iugoslava al Mundial de 1950 i a diversos clubs de Belgrad com FK Železničar Beograd.